# Jacques Breuer (Archäologe)
Jacques Henri Ghislain Breuer (* 2. Juni 1892 in Lüttich; † 21. September 1971 in Frasnes-les-Buissenal) war ein belgischer Archäologe.
Breuer beschäftigte sich vorwiegend mit der römischen Vergangenheit Belgiens. Dabei verfasste er wichtige Arbeiten zur spätrömischen Epoche und zur Völkerwanderungszeit.

## Leben und Karriere
Breuers Vater war Direktor einer Waffenfabrik. Nach Abschluss eines humanistischen Gymnasiums in Lüttich besuchte Jacques Breuer die Universität Lüttich und erwarb 1913 ein wirtschaftswissenschaftliches Diplom. Nach Ausbruch des Ersten Weltkrieges wollte sich Breuer jenseits der Yser in der belgischen Armee freiwillig melden, was ihm letztlich aber erst Ende 1916 gelang. Der Weg zu den belgischen Truppen führte ihn durch die Niederlande. Da man ihm als Enkel deutscher Großeltern aus der Gegend von Aachen die Ausreise verwehrte, nutzte er die Zeit, niederländische Museen und archäologische Sammlungen zu besuchen. Im Museum von Leiden traf er den bekannten niederländischen Archäologen Jan Hendrik Holwerda, dessen Sammlung er studieren durfte. Breuer nahm auch an Ausgrabungen teil, insbesondere in Nijmegen. Seine damaligen Aufzeichnungen verwendete er später für verschiedene Veröffentlichungen.
Nach Ende des Krieges kehrte Breuer nach Lüttich zurück, wo ihn die Geschäftswelt bald langweilte. Er ging wieder zur Universität und belegte Kurse in Archäologie und Kunstgeschichte. 1919 heiratete er Germaine Raick, mit der er fünf Kinder hatte. 1924 machte Breuer seinen Abschluss (Lizenziat). Bereits während des Studiums hatte er ein Praktikum in der Universitätsbibliothek absolviert und 1924 wurde er dort Redakteur. 1927 erhielt Breuer eine Stelle in den Königlichen Museen für Kunst und Geschichte in Brüssel bei Edmond Rahir. Die beiden leiteten zunächst gemeinsam die Abteilung für das Belgique ancienne und den Ausgrabungsdienst. Nach Rahirs Ausscheiden zwei Jahre später hatte Breuer dann die alleinige Verantwortung. In den folgenden zehn Jahren führte Breuer mit bescheidenen Mitteln bedeutende Ausgrabungen durch: in Tongern, Arlon, Furfooz und Spiennes, sowie die Festungen von Liberchies und Morlanwelz an der Römerstraße von Tongern nach Bavay (Teil der Via Belgica), die gelegentlich als Teil eines Limes Belgicus angesehen werden. Dazu kamen Forschungsarbeiten in den Nekropolen von Haillot, Saint-Gilles-lez-Termonde, Bovigny und Peissant.
Breuer nahm auch an Ausgrabungen außerhalb Belgiens teil, so zum Beispiel auf dem Goldberg bei Nördlingen oder auf dem Magdalensberg in Österreich. Auf diesen Reisen erwarb er Kenntnisse in modernen archäologischen Verfahren wie der Luftbildarchäologie, mit deren Hilfe er das Netz von Römerstraßen in Belgien und die benachbarten antiken Stätten erforschte. 1933 wurde er an der Universität Lüttich mit der Dissertation Étude sur la céramique provinciale romaine promoviert. Bereits wenige Monate später hielt er an derselben Hochschule erste Vorlesungen über die belgo-romanische und -fränkische Geschichte. 1938 gründete er gemeinsam mit Hubert van de Weerd die Zeitschrift Archéologie.
Der Ausbruch des Zweiten Weltkriegs zwang Breuer, die Sammlungen des Museums in Sicherheit zu bringen, gab ihm aber auch Gelegenheit, Ruinenstädte zu durchsuchen. Er wurde Berater für den Wiederaufbau, wobei er sich auf die besonders hart von Bombardements getroffenen Städte Nivelles und Tournai konzentrierte. Er ließ Abdrücke von den Glocken anfertigen, die die deutsche Besatzungsmacht einforderte. Nebenbei hielt er weiter Vorlesungen am Institut supérieur d’Art et d’Histoire de Bruxelles und der Universität Lüttich.

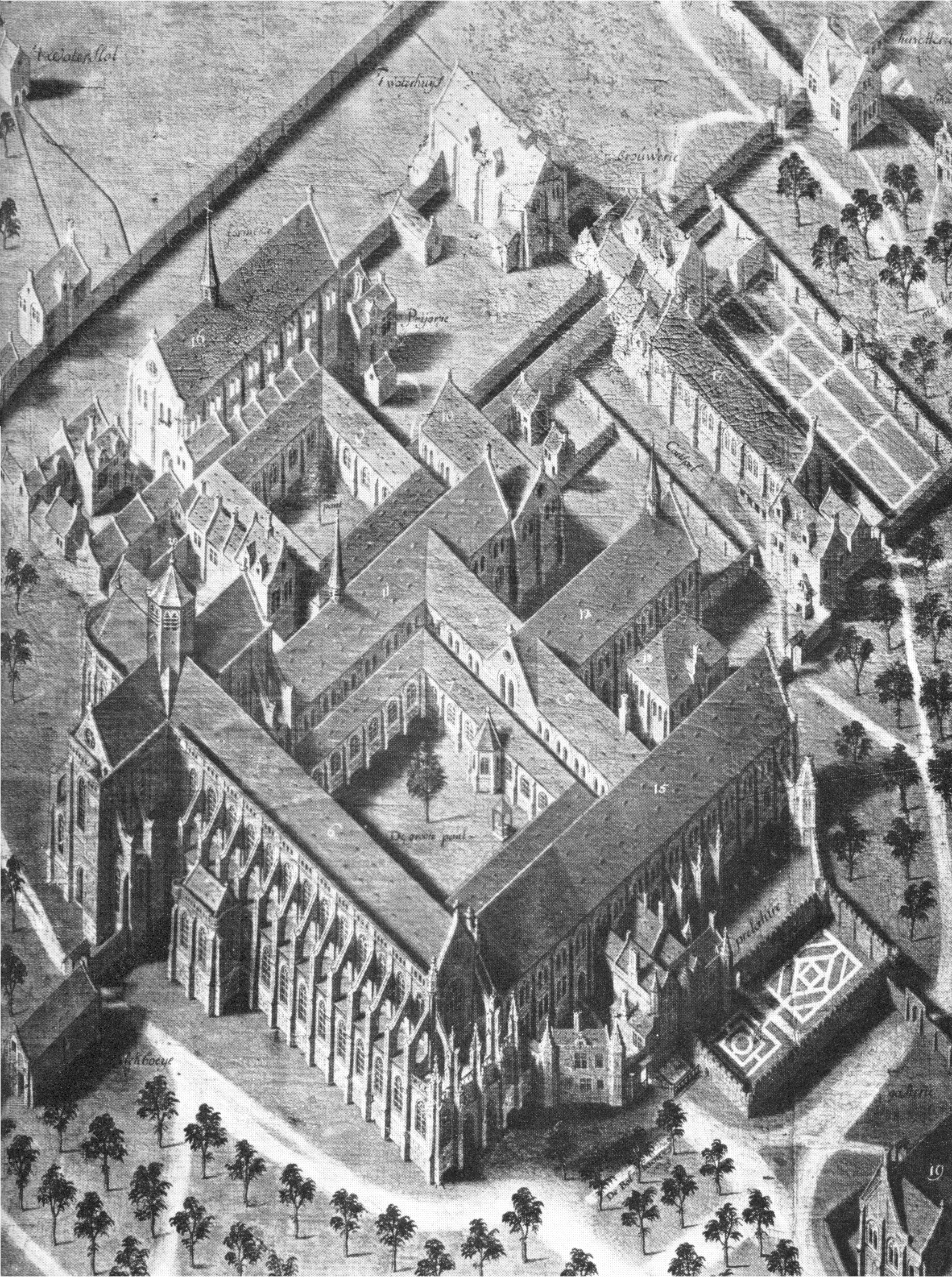
Kloster Ten Duinen 1580, nach Poubus, Brüssel, Jubelpark.

Nach Ende des Krieges wurde das belgische Ausgrabungswesen institutionalisiert und Breuer bekam endlich wissenschaftliche Mitarbeiter. Breuer nahm verschiedene Vorkriegs-Ausgrabungen wieder auf. 1948 gründete Breuer die Zeitschrift Archaeologica Belgica, mit der unter anderem international über die Ergebnisse des staatlichen Ausgrabungsamtes berichtet wurde. Die Archäologie entwickelte sich für Breuer zu einer Querschnittswissenschaft des menschlichen Daseins: neben der Stadtarchäologie befasste er sich erstmals auch mit Industriearchäologie, über die er 1955 eine vielbeachtete Konferenz an der Universität Löwen veranstaltete. Seine Mitarbeiter wurden entsprechend eingewiesen: Anlage und Durchführung einer Ausgrabungsstätte, das Erfassen im Krieg zerstörter Kirchen, die Erkundung der Stadtkerne, der Gebrauch moderner Erkundungsmethoden wie der Luftbildfotografie, die ikonografische Dokumentation. Aufbauend auf ein Gemälde von Frans Pourbus fand Breuer das Kloster Ten Duinen in Koksijde.
Auch nach seinem Eintritt in den Ruhestand 1957 blieb Breuer wissenschaftlich aktiv. Er war Präsident des Centre national de recherches archéologiques en Belgique und veröffentlichte weiter zahlreiche Schriften.

## Ehrungen und Mitgliedschaften
1962 erschien zu Ehren von Jacques Breuer ein Sonderband der Archaeologica Belgica.
Breuer war Mitglied der Union Internationale des Sciences Préhistoriques et Protohistoriques, der Académie Royale d’Archéologie de Belgique, des Institut archéologique liégois, der Société Royale de Numismatique de Belgique, sowie des Deutschen Archäologischen Instituts und der Prehistoric Society in Großbritannien.

## Schriften (Auswahl)
- Les orfèvres du pays de Liége. Une liste de membres du métier Michiels-Broeders, Tongern 1935.
- Archéologie. In: L’Antiquité Classique Bd. 8–10, 1938–1942.
- Antéfixes romaines trouvées à Sirault Hainaut. In: L’Antiquité classique 8, 1939, S. 21–40 (Volltext).
- La Belgique romaine. La Renaissance du livre, Brüssel 1944.
- La technique romaine: documents graphiques réunis et commentés. La Renaissance du livre, 1966.

## Belege
1. ↑  Miscellanea archaeologica. In honorem J. Breuer. (= Archaeologia Belgica, Bd. 61) Service National des Fouilles, 1962.

| Personendaten    | Personendaten                                       |
| ---------------- | --------------------------------------------------- |
| NAME             | Breuer, Jacques                                     |
| ALTERNATIVNAMEN  | Breuer, Jacques Henri Ghislain (vollständiger Name) |
| KURZBESCHREIBUNG | belgischer Archäologe                               |
| GEBURTSDATUM     | 2. Juni 1892                                        |
| GEBURTSORT       | Lüttich                                             |
| STERBEDATUM      | 21. September 1971                                  |
| STERBEORT        | Frasnes-les-Buissenal                               |